# Pak Song-chol (ur. 1991)
Pak Song-chol (ur. 20 marca 1991) – północnokoreański piłkarz występujący na pozycji napastnika w klubie April 25.

## Kariera
Nam Song-chol od początku swojej kariery związany jest z klubem April 25. W 2011 roku zadebiutował w reprezentacji Korei Północnej.